# Tomel
Tomel (Diospyros, „mezinárodně“ též persimon/persimmon) je rod subtropických a tropických rostlin z čeledi ebenovitých. Rod je tvořen více než 500 druhy.

## Rozšíření
Rod je kosmopolitně rozšířen v tropickém a subtropickém, ojediněle i v mírném pásmu, téměř po celé zeměkouli. Není však téměř zastoupen v Evropě, kde se pouze ve Středomoří pěstuje druh tomel japonský, pravděpodobně zavlečený z východní Asie podél staré obchodní cesty.
Tomel se v mnoha rozličných druzích vyskytuje od mořských písečných nebo skalnatých pobřeží až do podhůří horských lesů na vápencových i rašeliništních půdách, neroste však v mangrovech.

## Popis
Tomely jsou stromy (až 50 m vysoké) nebo keře, pouze zřídka se objevují jako vystoupavé polokeře. Jejich kůra je tenká, tmavá, jemná a podélně popraskaná. Jednoduché listy s řapíky vyrůstají střídavě, čepele mají po obvodě celistvé.
Jsou to rostliny obvykle dvoudomé, někdy se však vyskytnou na samčích rostlinách i květy samičí a oboupohlavné, stejně tak i na samičích květy samčí a oboupohlavné. Květy vyrůstají jednotlivě nebo jsou v počtech dva až sedm kumulované v úžlabních vrcholíkových květenstvích. Kalich je tvořen třemi až osmi vytrvalými, lalokovitými, vykrajovanými plátky, které se často po odkvětu zvětšují. Stejný je počet bílých, krémových nebo žlutých, zkroucených plátků pohárkovité koruny. V samčích květech bývají dvě až sto (nebo i více) tyčinek s nitkami volnými nebo srostlými ve svazečcích, jejich prašníky se otevírají podélnými štěrbinami. Samičí květy mají svrchní semeník se třemi až osmi čnělkami s bliznami, které opyluje hmyz. Počet chromozomů je x = 15, polyploidie druhů bývá častá a vysoká.
Plody jsou dužnaté bobule obsahující až 16 semen uspořádaných kolem středové osy. Semena jsou rozšiřována ptáky, netopýry a ostatními zvířaty požírajícími zralé plody.

## Význam
Z rostlin tohoto rodu, převážně stromů, se již po tisíciletí používá dřevo (všeobecně nazývané eben) nebo plody (nazývané kaki). Dřevo má úzkou šedobílou běl a velmi tmavé, někdy až zcela černé jádro. Je velmi tvrdé, obtížně obrobitelné a dobře leštitelné, mívá hmotnost okolo 1000 kg/m³.
Pro nejkvalitnější dřevo s krásnou barvou a velkou trvanlivosti se používají převážně druhy:
- Diospyros celebica Bakh.
- Diospyros crassiflora Hiern
- Diospyros ebenum Koenig ex Retz.
- Diospyros mun Lecomte

Pro získání chutných plodů se na plantážch pěstují hlavně druhy:
- tomel japonský (Diospyros kaki L. f. )
- tomel viržinský (Diospyros virginiana L.)
- tomel obecný (Diospyros lotus L.).[2][3][5]

## Ohrožení
Dlouhodobé požadavky na velké množství vytěženého dřeva jsou příčinou postupného snižování počtu jedinců určitých druhů tohoto rodu. Podle Mezinárodního svazu ochrany přírody (IUCN) je v současnosti 15 druhů rodu tomel považováno za ohrožené (Endangered) a 14 druhů je vyhodnoceno jako kriticky ohrožené (Critically Endangered). Mnohé státy na toto varování reagují zákazem jejich těžby i obchodování.

## Galerie

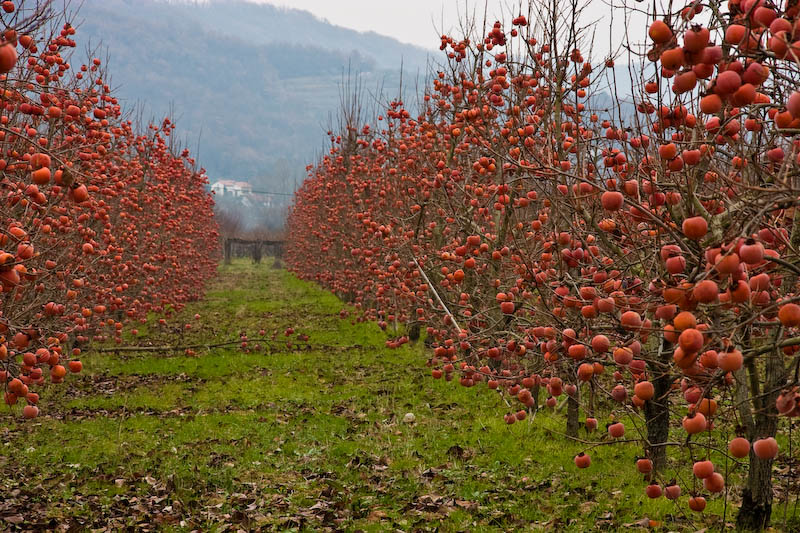
Plantáž tomelu kaki
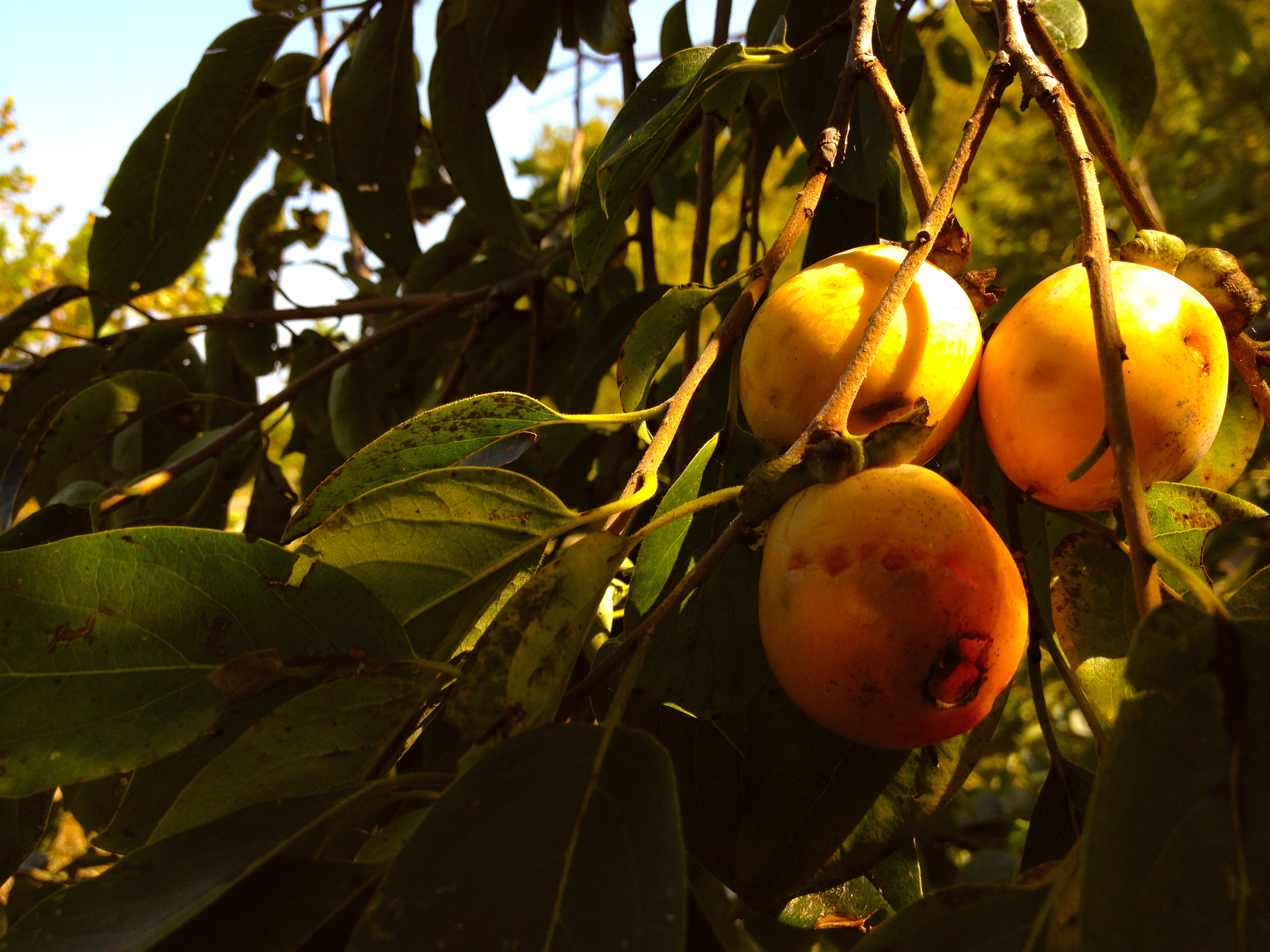
Plody tomelu viržinského
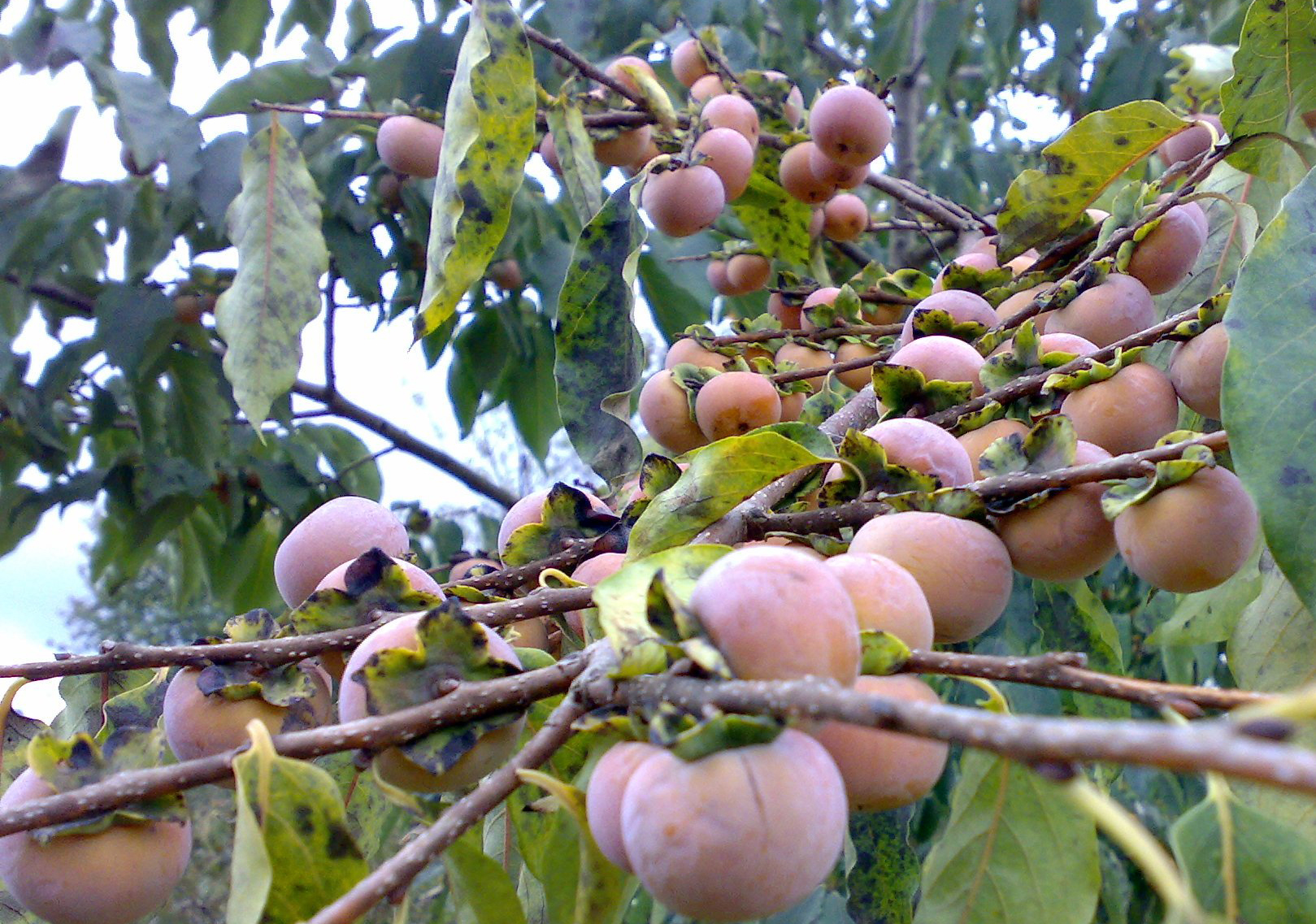
Tomel obecný
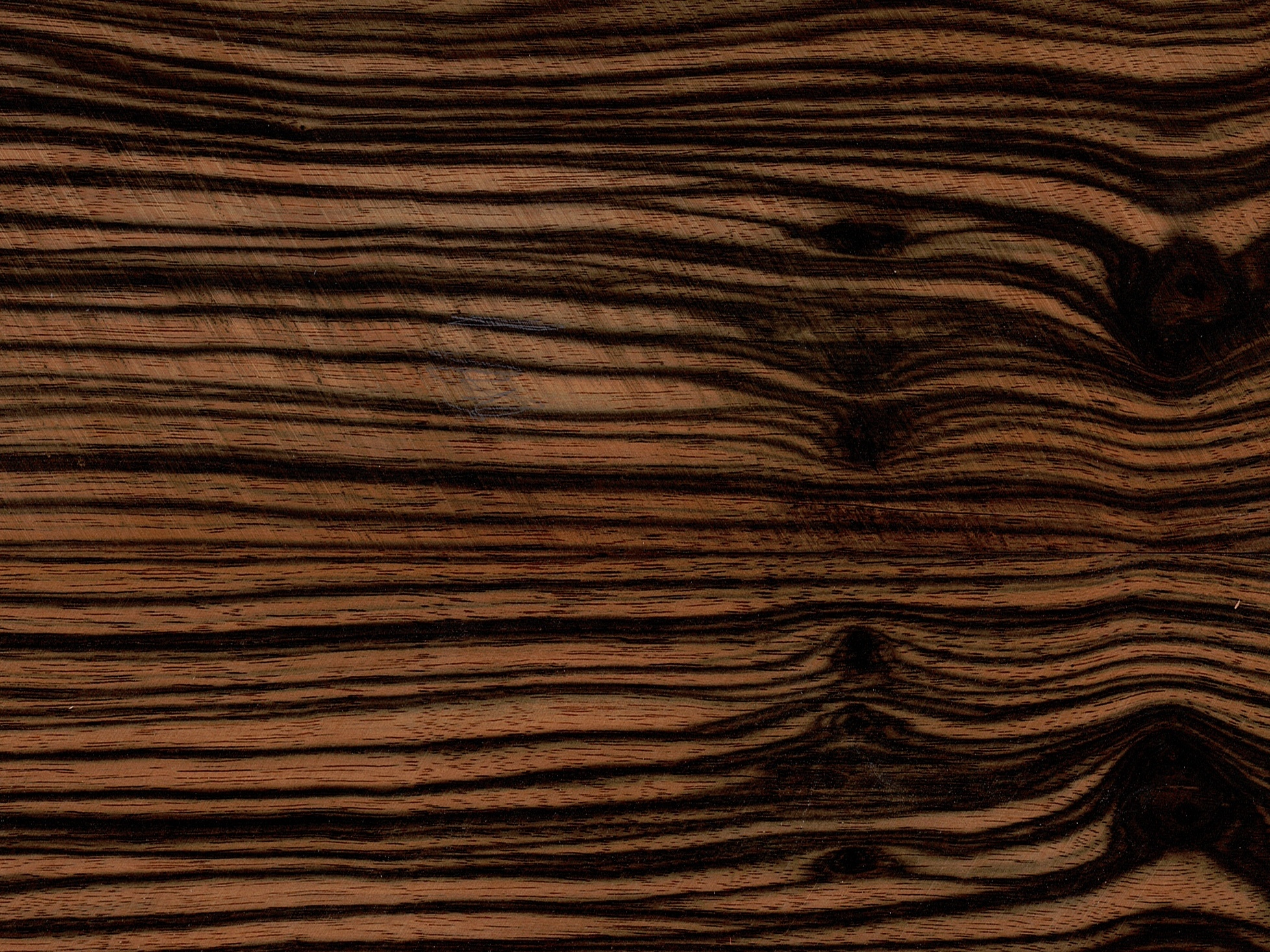
Dřevo z Diospyros celebica
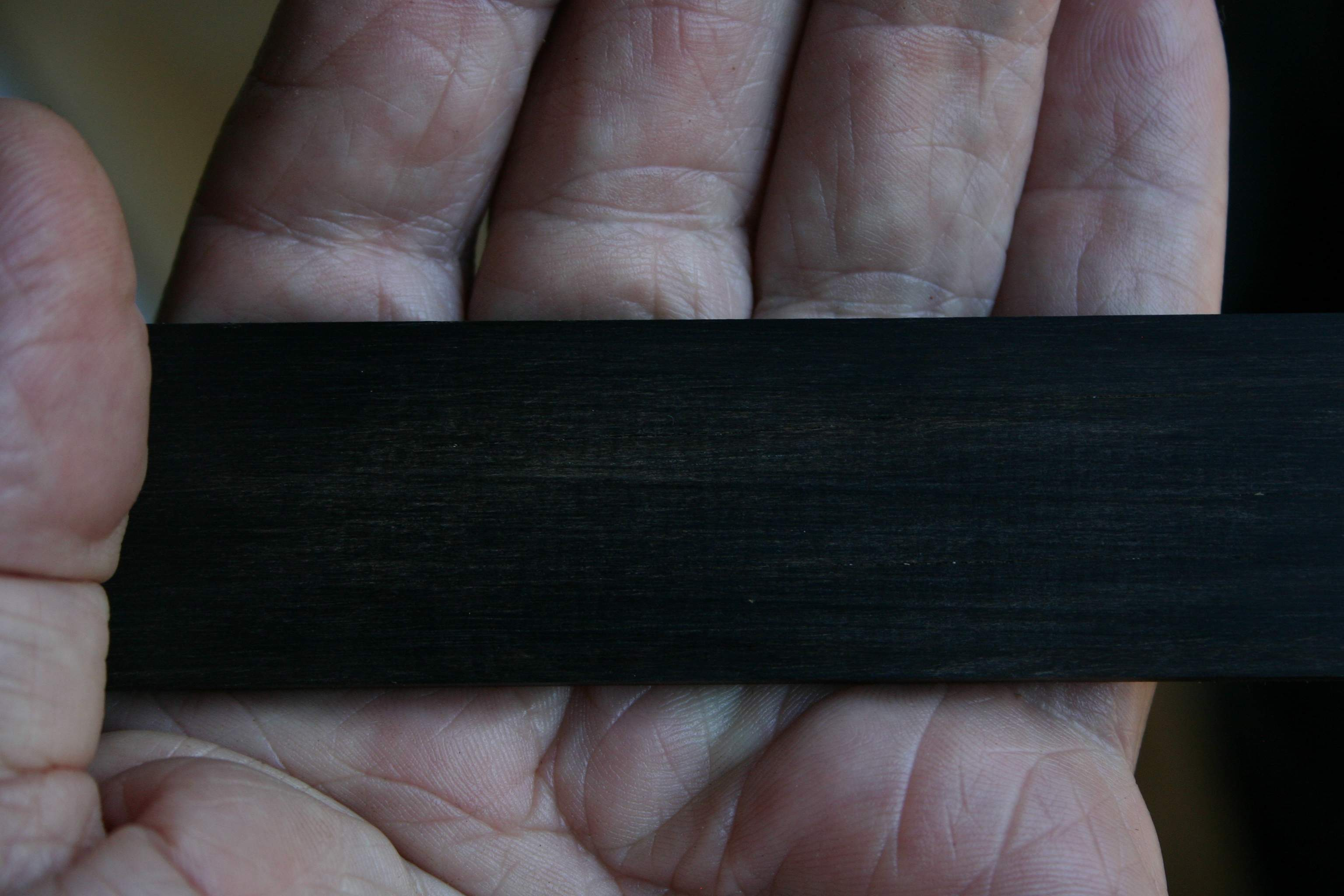
Dřevo z Diospyros crassiflora